# Taishan (Nouveau Taipei)

Situation du district dans Nouveau Taipei.

Taishan (chinois traditionnel : 泰山區 ; pinyin : Tàishān Qū) est un district de la ville de Nouveau Taipei, à Taïwan.

## Géographie
- Superficie : 19,16 km2
- Population : 68 476 habitants (2005)

## Hôpital
- Hôpital universitaire catholique Fu-Jen